# Holy Fire
Holy Fire es el tercer álbum de estudio de la banda de rock británica Foals, lanzado el 11 de febrero de 2013 en el Reino Unido por Transgressive Records. El primer sencillo,  "Inhaler" se lanzó por primera vez el  5 de noviembre de 2012 en el programa de radio británico Zane Lowe's BBC Radio 1, con el video musical que se estrenará más tarde ese mismo día. El segundo sencillo "My Number" debutó en el programa Later... with Jools Holland el 13 de noviembre de 2012. La canción tuvo su debut en la radio un mes más tarde, también en el programa de la  BBC Radio 1 de Zane Lowe's.  El vídeo musical se estrenó el 23 de enero de 2013.
El álbum logró ubicarse en el número dos en la lista de álbumes del Reino Unido en el Reino Unido así como en todo el mundo, incluido el puesto número uno en lalista de álbumes de Australia en Australia y el número 86 en el Billboard 200 en los Estados Unidos.  El álbum también recibió críticas favorables y fue nominado para los Mercury Prize de 2013 al mejor álbum.

## Grabación y música
La banda comenzó a hacer demos a principios de 2011 en Sídney, Australia con Jono Ma del grupo Lost Valentinos como productor. Ma ya había trabajado con la banda en el pasado en con algunos remixes. El tecladista Edwin Congreave admitiría más tarde que la banda no logró mucho en términos de nuevas canciones durante las sesiones de grabación en Sídney, sin embargo, dijo que no era un desperdicio, que era más bien algo decepcionante. “Jono Ma tiene sus dedos por todo el lugar. Ha abierto nuestros ojos a muchas posibilidades en el nuevo disco, sintetizadores y cajas de ritmos que no habíamos usado antes. Nos ha dado una base para crear nuestro nuevo disco. " 
Finalmente, la banda almacenó varios bucles de sonido y muestras, sintetizadores antiguos y cajas de ritmos para usar en la grabación del álbum.
Después de algunas demos y sesiones de grabación más durante 2011 y 2012 en Oxford, la banda fue a grabar el álbum con el dúo de productor Flood y Alan Moulder y el ingeniero de sonido CJ Marks en Assault & Battery Studios en Willesden, en el noroeste de Londres.
En agosto de 2012, el cantante y guitarrista Yannis Philippakis le dijo a NME que el nuevo álbum sería "funk desvergonzado", y agregó que "hay momentos más pesados y momentos más sucios. Es pantanosa, algunos de los ritmos son bastante apestosos ".
El diseño de las fotografías fue hecho por Leif Podhajsky, y la foto original por Thomas Nebbia.

## Promoción y lanzamiento
El 8 de octubre de 2012, la banda anunció una gira por el Reino Unido para noviembre y diciembre. El 19 de octubre, la banda anunció el nombre del álbum a través de su página oficial de Facebook. Una semana después, un anuncio similar reveló que el álbum se lanzaría el 11 de febrero de 2013.
El 7 de febrero de 2013, la banda presentó un show exclusivo de los Premios NME con un aforo de 400 personas, que debutó con nuevo material.
 Holy Fire  se lanzó el 11 de febrero de 2013 en el Reino Unido. Además de ser lanzado en CD y como descarga digital, el álbum también se lanzó como un boxet de vinilo limitado que incluía una caja con ilustraciones exclusivas junto a un vinilo de color mármol, un DVD y un CD extra con cortes, bucles y trabajos de estudio. El conjunto de la caja también incluía seis fundas de 12 pulgadas de doble cara, que incluyen letras y fotografías exclusivas, un póster de 24 pulgadas, un código de descarga digital y un vinilo de 7 "del sencillo My Number.
Para coincidir con el lanzamiento del álbum, la banda se embarcó en una gira por el Reino Unido que finalizó con dos shows en el Royal Albert Hall en Londres el 28 de marzo de 2013. Las entradas se agotaron tan rápidamente que la banda decidió hacer un concierto por la mañana. Después de esto, la banda pasó mucho tiempo de gira con  Holy Fire  en todo el mundo, incluido su primer espacio para titulares de festival en "Latitude Festival" en Suffolk, Reino Unido. Esto fue muy exitoso y elogiado, incluida la atención positiva del director general del "Festival Republic", "Melvin Benn".

### Críticas
Holy Fire recibió críticas mayormente positivas con una calificación promedio de 76 sobre 100 según el sitio “Metacritic”". David Renshaw de  NME  lo elogió como "un disco que explota por los altavoces" y agregó que aunque el álbum es enérgico, "es la forma en que el álbum en su totalidad se desenreda y florece a través de escuchas repetidas. Eso lo marca como el mejor momento de Foals hasta la fecha". Drowned in Sound declaró que "no solo es  Holy Fire  absolutamente sublime, es un álbum que lleva seis años en desarrollo. Un álbum en el que Foals han centrado sus muchos triunfos y errores en una declaración coherente. ". Ian Cohen de Pitchfork llamó a Holy Fire un "disco ambicioso”, uno que opera en una economía artística de escala, donde la producción lustrosa y sencillos como "My Number" e "Inhaler" hacen el trabajo pesado de confirmar el estatus de cabeza de Foals".
En una crítica mixta, Andy Gill de The Independent calificó a Holy Fire como a " un álbum de una sola cara: siguiendo la sobresaliente 'Late Night', a party de la segunda mitad el álbum cae en picado". John Calvert dijo que "en lugar de algún tipo de culminación justa, Holy Fire es, de alguna manera, el disco menos interesante de Foals".

### Recepción comercial
El álbum debutó en el segundo lugar en el Reino Unido, siendo la posición más alta de los Foals hasta el momento. En los Estados Unidos, el álbum debutó en el número 86 en Billboard 200, y N.º 23 en Top Rock Albums, vendiendo 6.000 ejemplares en su primera semana. El álbum ha vendido 41,000 copias en los Estados Unidos a partir de agosto de 2015.
Su sencillo principal "Inhaler" alcanzó el N.º 20 en la lista de Billboard's Alternative Songs, haciendo que por primera vez, la banda llegara a estar en alguna lista americana. "My Number" alcanzó el N.º 34 en la lista de Belgium's Ultratip y el N.º 83 en la lista Netherlands' Mega Single Top 100.

## Lista de canciones
Todas las canciones escritas y compuestas por Foals. 
| N.º   | Título                 | Duración |  |
| 1.    | «Prelude»              | 4:07     |  |
| 2.    | «Inhaler»              | 4:54     |  |
| 3.    | «My Number»            | 4:03     |  |
| 4.    | «Bad Habit»            | 4:40     |  |
| 5.    | «Everytime»            | 4:04     |  |
| 6.    | «Late Night»           | 5:27     |  |
| 7.    | «Out of the Woods»     | 3:25     |  |
| 8.    | «Milk & Black Spiders» | 5:17     |  |
| 9.    | «Providence»           | 4:08     |  |
| 10.   | «Stepson»              | 4:49     |  |
| 11.   | «Moon»                 | 4:53     |  |
| 49:50 |                        |          |  |

| Where There's Smoke – Loops / Sketches / Figures of Music |                           |          |  |
| N.º                                                       | Título                    | Duración |  |
| 1.                                                        | «Running»                 | 1:18     |  |
| 2.                                                        | «Dubloop»                 | 0:37     |  |
| 3.                                                        | «Dub Arp 17_1-11»         | 2:10     |  |
| 4.                                                        | «Milk Loop 1»             | 0:34     |  |
| 5.                                                        | «Milkspiders4»            | 4:19     |  |
| 6.                                                        | «Oldlido»                 | 3:24     |  |
| 7.                                                        | «Stepson Ruff»            | 1:00     |  |
| 8.                                                        | «Badhabittake1-14»        | 5:58     |  |
| 9.                                                        | «Ootw Cascade»            | 0:49     |  |
| 10.                                                       | «1.26.OutOfTheWoods»      | 4:52     |  |
| 11.                                                       | «ProvidenceBits30.1»      | 6:57     |  |
| 12.                                                       | «Inhaler Jam»             | 4:18     |  |
| 13.                                                       | «$Cheque SydneySession»   | 7:02     |  |
| 14.                                                       | «Everytime Acid»          | 1:29     |  |
| 15.                                                       | «My Number Yloop»         | 1:33     |  |
| 16.                                                       | «13.02 Prelude Eddy-Edit» | 5:54     |  |
| 17.                                                       | «14.02 Stepson»           | 2:09     |  |
| 18.                                                       | «25.01StepsonKeysRough»   | 2:27     |  |
| 19.                                                       | «Moon1»                   | 4:27     |  |
| 20.                                                       | «LateNightMomma2»         | 2:45     |  |

| «My Number» 7’’ Vinyl |                                                               |          |  |
| N.º                   | Título                                                        | Duración |  |
| 1.                    | «My Number»                                                   |          |  |
| 2.                    | «My Number» (Totally Enormous Extinct Dinosaurs Remix – Edit) |          |  |

## Personal

### Foals
- Yannis Philippakis – Voz principal, guitarra
- Jimmy Smith – guitarra
- Walter Gervers – bajo, voces adicionales
- Edwin Congreave – teclados, voces adicionales
- Jack Bevan – Batería

### Músicos adicionales
- Ric Elsworth - percusión adicional y marimba (2, 3, 4, 7, 8 y 9)
- London Contemporary Orchestra (2, 3, 6, 8, 10 y 11)

### Edición
- Hugh Brunt - Edición en guitarras (2, 3, 6, 8, 10 y 11)

### Arte y fotografías
- Leif Podhajsky – diseño y director de arte
- Thomas Nebbia – fotografía